# Nokia 103
Il Nokia 103 è un telefono cellulare economico della Nokia prodotto dall'ultimo trimestre del 2012 e non più in produzione. Era il Nokia più economico in assoluto, alla presentazione, avvenuta in Nigeria, il prezzo annunciato fu di 16 euro ed era destinato soprattutto ai mercati emergenti.

## Caratteristiche tecniche
Il Nokia 103 è un classico telefono cellulare con form factor candybar, misura 107.2 x 45.1 x 15.3 millimetri, pesa 74.2 grammi, è costruito in policarbonato ed era presente in una colorazione blu con inserti arancioni. Lo schermo, a differenza degli altri feature phone dello stesso periodo, è monocromatico da 1,36 pollici di diagonale e con una risoluzione di 96 x 68 pixel. Non è sensibile al tocco. Le funzionalità del dispositivo si limitano principalmente ad inviare e ricevere chiamate (anche registrabili), SMS (fino a 250 memorizzabili) e memorizzare fino a 500 contatti in rubrica, sono presenti inoltre torcia, radio FM, orologio digitale (anche vocale), calcolatrice, convertitore, calendario, cronometro, conto alla rovescia, memorizzatore di promemoria e alcuni semplici giochi (Bounce, Soccer League, Snake Xenzia). È presente l'ingresso per jack audio da 3.5 mm e l'ingresso proprietario per la ricarica della batteria agli ioni di litio removibile da 800 mAh che alimenta il dispositivo. Quest'ultima ha una durata dichiarata in chiamata fino a 11 ore ed in standby fino a 27 giorni.